# Henri M.J. Boffin
| 37392 Yukiniall   | 10 dicembre 2001 |
| 55543 Nemeghaire  | 8 dicembre 2001  |
| 91604 Clausmadsen | 14 ottobre 1999  |
| 94884 Takuya      | 14 dicembre 2001 |

Henri M. J. Boffin (25 dicembre 1965) è un astronomo belga.
Il Minor Planet Center gli accredita le scoperte di undici asteroidi, effettuate tra il 1999 e il 2001, in parte in collaborazione con Thierry Pauwels.